# Японский терьер
Японский терьер (яп. 日本 テリア) — порода собак, выведенная в Японии, очень редкая даже у себя на родине, где насчитывается от тысячи до полутора тысяч особей, в то время как за пределами страны их около двухсот.

## История породы
При создании породы использовались взятые за основу гладкошёрстные фокстерьеры, вывезенные в XVII веке из Нидерландов в Нагасаки, миниатюрные манчестер-терьеры и левретки, скрещенные с мелкими аборигенными собаками, о которых сейчас уже мало что известно. Однако существуют и другие версии происхождения породы. В своё время эта собака была известна под названиями микадо-терьер, японский фокстерьер, кобе-терьер и короткошёрстный терьер.
Начатое приблизительно в 1900 году плановое разведение позволило к 1930 году улучшить породу, а основанным в 1932 году породным клубом тогда же был разработан её стандарт. Первая публикация о породе, описывающая её происхождение, датируется 1938 годом.
1 апреля 1964 года японский терьер официально признан Международной кинологической федерацией и отнесён к группе терьеров и секции мелких терьеров. Порода также признана национальным клубом собаководства. Японские терьеры сохранились в основном как комнатные собачки в Кобе, Иокогаме и других портовых городах.

## Внешний вид
Мелкая элегантная собака квадратного формата, с компактным чётко очерченным контуром. Отношение высоты в холке к длине корпуса и длины морды к длине черепной части — 1:1.

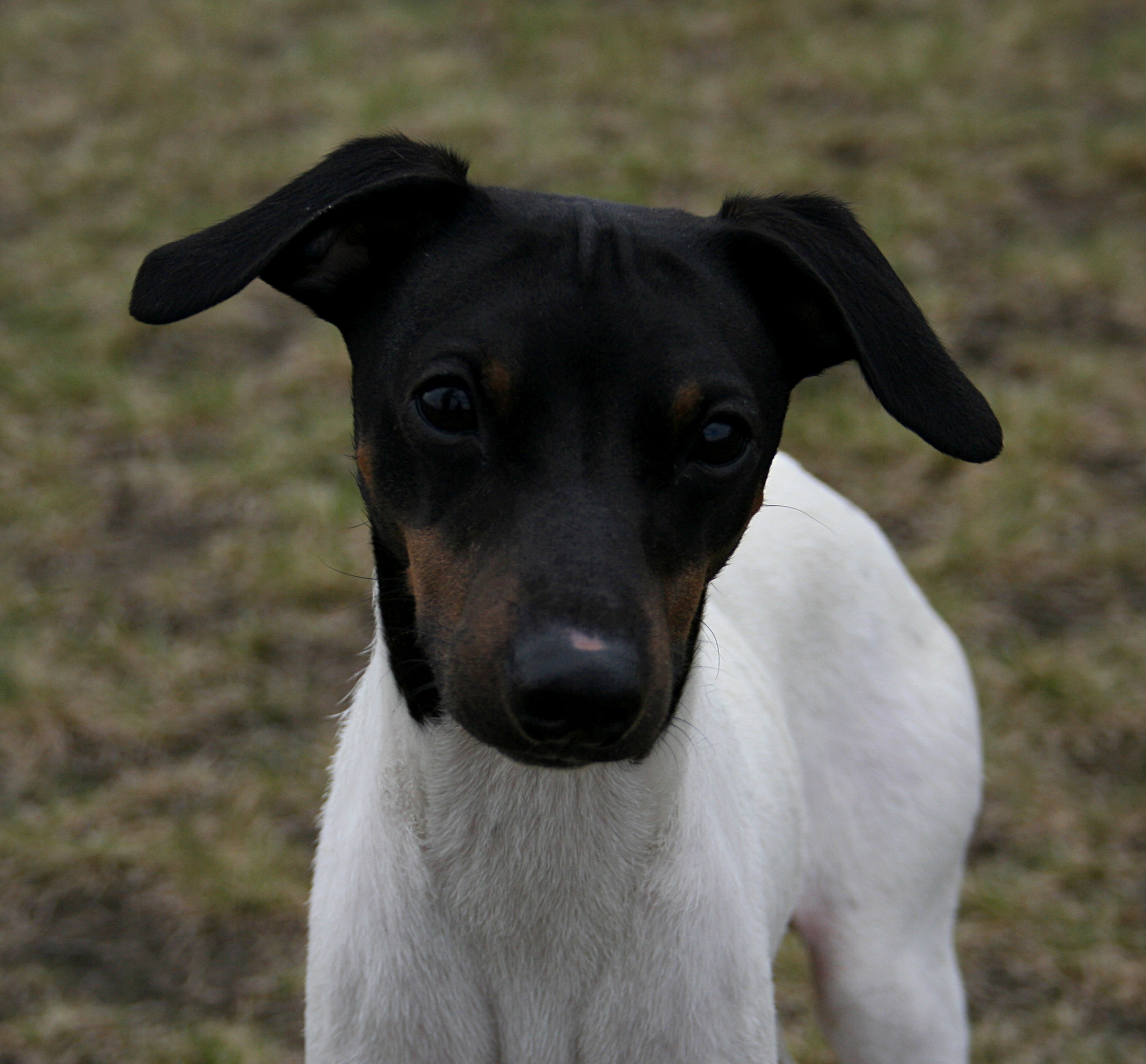

Череп плоский и умеренно узкий, переход ото лба к морде выражен не слишком ярко. Нос чёрный, спинка носа прямая. Зубы крепкие и белые, прикус ножницеобразный. Глаза овальные, тёмные, среднего размера. Уши высоко посажены, V-образные, висячие на хряще и спадающие треугольником вперёд. Допускаются уши со складкой или отстающие по бокам от головы.
Шея умеренно длинная, сильная, без подвеса, холка выражена, спина короткая и крепкая, грудь глубокая, при осмотре спереди — не слишком широкая, рёбра хорошо изогнутые, живот подобранный. Хвост умеренно тонкий, слегка изогнутый, постепенно утончается к концу, в Японии ранее традиционно купировался. Бёдра длинные, колени и скакательные суставы с умеренно выраженными углами. Лапы плотно собранные, подушечки эластичные, когти прочные, предпочтительно тёмного цвета.
Шерсть очень короткая, длиной около 2 мм, гладкая, густая, блестящая и бархатистая. Это сильно упрощает уход за ней, однако делает собаку восприимчивой к холоду. Окрас трёхцветный — голова чёрно-рыже-белая (лицевая область чёрная, в виде маски), корпус белый с чёрными пятнами, с чёрными отметинами или рыжевато-бурыми пятнами.
Высота в холке кобелей и сук — от 30 до 33 см, вес — от 2 до 4 кг. Чем меньше собака, тем более изящной она считается.

## Темперамент
Японский терьер был выведен как компаньон, это чуткая, дружелюбная, быстрая, энергичная и очень бдительная собака, он осторожен, осмотрителен и немного пуглив. Не терпит грубого физического обращения и частого повышения голоса. Не сразу привыкает к посторонним людям. Несмотря на небольшие размеры, является отличной сторожевой собакой, даже во время крепкого сна, способен реагировать на малейший звук. Может также использоваться в качестве крысолова и охотничьей собаки. Очень хороший семейный питомец, прекрасно ладит с детьми, однако опасен для домашних кошек и грызунов, в связи с чем нуждается в контроле. Не требователен к большому количеству упражнений.

## Комментарии
1. ↑  По стандарту 1973 года высота в холке для собак обоих полов — от 30 до 37,5 см[7].